# Science Saru
Science Saru, Inc. (jap. 株式会社サイエンスSARU Kabushiki-gaisha Saiensu SARU) – japońskie studio animacji z siedzibą w rejonie Kichijōji w Musashino, założone 4 lutego 2013 z inicjatywy producenta Eunyounga Choia i reżysera Masaakiego Yuasy. 

## Produkcje

### Seriale telewizyjne
| Rok  | Tytuł                         | Reżyser(zy)                      | Liczba odcinków | Uwagi                                            | Przypisy |
| ---- | ----------------------------- | -------------------------------- | --------------- | ------------------------------------------------ | -------- |
| 2019 | Super Shiro                   | Masaaki Yuasa Tomohisa Shimoyama | 48              | Spin-off franczyzy Shin-chan.                    | [ 2 ]    |
| 2020 | Keep Your Hands Off Eizouken! | Masaaki Yuasa                    | 12              | Na podstawie mangi autorstwa Sumito Ōwary.       | [ 3 ]    |
| 2021 | The Heike Story               | Naoko Yamada                     | 11              | Na podstawie japońskiego eposu Heike monogatari. | [ 4 ]    |
| 2022 | Yurei Deco                    | Tomohisa Shimoyama               | 12              | Własna twórczość.                                | [ 5 ]    |
| 2024 | Dandadan                      | Fūga Yamashiro                   | 12              | Na podstawie mangi autorstwa Yukinobu Tatsu.     | [ 6 ]    |
| 2025 | Dandadan sezon 2              | Fūga Yamashiro Abel Góngora      | 12              | Sequel Dandadan.                                 | [ 7 ]    |
| 2025 | Sanda                         | Tomohisa Shimoyama               | –               | Na podstawie mangi autorstwa Paru Itagaki.       | [ 8 ]    |

### Filmy
| Rok  | Tytuł                        | Reżyser(zy)   | Czas trwania | Uwagi                                               | Przypisy |
| ---- | ---------------------------- | ------------- | ------------ | --------------------------------------------------- | -------- |
| 2017 | Night Is Short, Walk On Girl | Masaaki Yuasa | 93 minuty    | Na podstawie powieści autorstwa Tomihiko Morimiego. | [ 9 ]    |
| 2017 | Lu Over the Wall             | Masaaki Yuasa | 111 minut    | Własna twórczość.                                   | [ 10 ]   |
| 2019 | Ride Your Wave               | Masaaki Yuasa | 96 minut     | Własna twórczość.                                   | [ 11 ]   |
| 2021 | Inu-Oh                       | Masaaki Yuasa | 97 minut     | Na podstawie powieści autorstwa Hideo Furukawy.     | [ 12 ]   |
| 2024 | Barwy dźwięków               | Naoko Yamada  | 100 minut    | Własna twórczość.                                   | [ 13 ]   |

### ONA
| Rok  | Tytuł                                   | Reżyser(zy)                | Uwagi                                                             | Przypisy |
| ---- | --------------------------------------- | -------------------------- | ----------------------------------------------------------------- | -------- |
| 2018 | Devilman Crybaby                        | Masaaki Yuasa              | Na podstawie mangi autorstwa Gō Nagaia.                           | [ 14 ]   |
| 2020 | Japan Sinks: 2020                       | Masaaki Yuasa              | Na podstawie powieści autorstwa Sakyo Komatsu.                    | [ 15 ]   |
| 2021 | Gwiezdne wojny: Wizje (Akakiri i T0-B1) | Eunyoung Choi Abel Góngora | Na podstawie franczyzy Gwiezdne wojny.                            | [ 16 ]   |
| 2022 | Wehikuł Tatami                          | Shingo Natsume             | Sequel The Tatami Galaxy.                                         | [ 17 ]   |
| 2023 | Scott Pilgrim zaskakuje                 | Abel Góngora               | Na podstawie powieści graficznej autorstwa Bryana Lee O’Malley’a. | [ 18 ]   |